# Templet de San Pietro in Montorio
El Templet de San Pietro in Montorio (en italià Tempietto di San Pietro in Montorio o, simplement, il Tempietto) és una de les obres més importants i conegudes de Bramante i una obra mestra de l'arquitectura renaixentista. Es troba a Roma, al turó del Janícul, en un dels patis del convent de San Pietro in Montorio, que actualment acull la Reial Acadèmia d'Espanya a Roma, i va ser construït l'any 1502 per encàrrec dels Reis Catòlics, en commemoració de la conquesta de Granada el 1492. En fou titular el català Isidre Gomà i Tomàs i la seva condició de cardenal.

## Arquitectura
El templet, que s'alça, és fet de granit i té planta circular, amb una columnata que envolta la cel·la, coberta per una cúpula semiesfèrica. A la planta hi ha un crepidoma, que són tres escales cadascuna de les quals representa les tres virtuts teologals: la fe, l'esperança i la caritat, que alternen amb portes i finestres separades per pilastres, cadascuna de les quals es correspon amb una de les columnes del peristil.

## Finalitat
Just davall de l'altar major hi ha la cripta on, pretesament, hi havia clavada la creu de sant Pere. Aquesta cripta simbolitza el martiri de l'apòstol.
Aquesta obra es considera el manifest de l'arquitectura del classicisme renaixentista, donada la seva puresa de línies i la seva austeritat decorativa. El seu significat és la simbolització de la condició de l'apòstol Pere com a primer pontífex i fonament de l'Església, i la seva funció és commemorativa i religiosa.